# PSV Concordia Gropiusstadt
Der PSV Concordia Gropiusstadt war ein deutscher Sportverein aus Berlin, der von 1921 bis 1999 existierte.

## Polizei-SV Berlin/SG OrPo Berlin

Logo des PSV Berlin (1922–1941)

Concordia Gropiusstadt wurde im Jahr 1921 unter der Bezeichnung SV Schutzpolizei Berlin gegründet. Bereits im Folgejahr vollzog der Polizeisportverein eine Namensänderung in Polizei SV Berlin und konnte sich auf sportlicher Ebene in der Oberliga Berlin etablieren.
1934 gelang dem PSV nach einer erfolgreichen Qualifikation über den Spandauer BC der erstmalige Aufstieg in die Gauliga Berlin-Brandenburg, welche die Berliner aber nach nur eine Spielzeit mit Union Oberschöneweide und dem 1. FC Guben wieder verlassen mussten. 1939 kehrte der Verein abermals für eine Saison in die höchste deutsche Spielklasse zurück, war aber in der erstmals zweigeteilten Gauliga mit lediglich einem Punkt chancenlos. 1941 wurde der Polizei-SV in SG OrPo Berlin umbenannt, auf sportlicher Ebene konnte OrPo Berlin die Gauliga von 1941 bis 1943 erstmals halten. Im Jahr 1944 nahmen die Polizisten noch einmal kurzzeitig den Gauligaplatz des zuvor aufgelösten Luftwaffen SV Berlin ein, der Spielbetrieb wurde durch die Kriegswirren aber vorzeitig eingestellt.

## Polizei-SV Berlin/PSV Concordia Gropiusstadt
Nach 1945 gab es keine sofortige Neugründung, etwaige Teilnahmen an der Berliner Stadtliga fanden nicht statt. Erst 1949 wurde der Verein als Polizei SV Grün-Weiß Berlin neu gegründet, wurde aber 1950 wieder kurzzeitig aufgelöst. 1952 trat der Verein unter seiner alten Bezeichnung Polizei SV Berlin wieder in Erscheinung. Während in der Meisterschaft im Ostteil der Stadt mit der Versetzung der SG Volkspolizei Potsdam nach Berlin bereits ein Polizeisportverein existierte, trat der Polizei SV Berlin im Westteil an. Hier war der Verein über viele Jahre eine feste Größe in der Amateurliga Berlin. Bestes Ergebnis war die 1960 eingefahrene Meisterschaft in der Amateurliga. Der PSV verzichtete aber auf den Oberligaaufstieg, so dass der zweitplatzierte BFC Südring aufstieg.
1977 stieg der PSV aus der Amateurliga ab, höherklassig sollten die Berliner nicht mehr spielen. Im Jahr 1991 trat die Fußballabteilung aus dem Polizei SV aus und fusionierte mit dem 1. FC Concordia Gropiusstadt-Buckow zum PSV Concordia Gropiusstadt. 1999 erfolgte eine erneute Fusion, der PSV Concordia schloss sich mit dem VfB Britz zum VfB Concordia Britz zusammen.

## Rugby
Der SG Ordnungspolizei Berlin hatte zudem eine äußerst erfolgreiche Rugby-Abteilung. Der Höhepunkt war der Gewinn der deutschen Meisterschaft am 17. Mai 1942 durch einen 13:9-Sieg über den SC Germania List in Berlin. Das vorgesehene Rückspiel in Hannover wurde nicht mehr ausgetragen. da dies durch den Gausportführer verboten wurde – List wäre sonst gezwungen gewesen, jugendliche und verletzte Spieler aufzubieten.

## Statistik
- Teilnahme Gauliga Berlin-Brandenburg: 1934/35, 1939/40, 1941/42, 1942/43, 1944/45
- Teilnahme Amateurliga Berlin: 1957/58 bis 1960/61, 1963/64 bis 1976/77
- Teilnahme Tschammerpokal 1938, 1.HR 2:3-Niederlage gegen Vorwärts-Rasensport Gleiwitz
- Teilnahme Deutsche Amateurmeisterschaft: 1960, 1:3 n. V. Niederlage gegen die Amateure des 1. FC Kaiserslautern